# Mycale coronata
Mycale coronata är en svampdjursart som först beskrevs av Arthur Dendy 1926.  Mycale coronata ingår i släktet Mycale och familjen Mycalidae.
Artens utbredningsområde är Arabiska havet. Inga underarter finns listade i Catalogue of Life.